# كلود ديشان
كلود ديشان (بالفرنسية: Claude Deschamps, dit de Villiers)‏ هو كاتب مسرحي فرنسي، ولد في 1600، وتوفي في 23 مايو 1681 في شارتر في فرنسا.